# Communauté de communes Avallon - Vézelay - Morvan
La communauté de communes Avallon - Vézelay - Morvan est une communauté de communes française, située dans le département de l'Yonne en région Bourgogne-Franche-Comté.

## Historique
La communauté de communes de l'Avallonnais, de Morvan-Vauban et du Vézelien est créée le 1er janvier 2014 par fusion des communautés de communes de l'Avallonnais (17 communes), du Vézelien (18 communes) et Morvan-Vauban, à l'exception pour cette dernière des communes de Rouvray et Sincey-lès-Rouvray (7 communes), auxquelles s'ajoutent trois communes, celles d'Athie (sortant de la communauté de communes de la haute vallée du Serein), de Cussy-les-Forges et de Sainte-Magnance (sortant de la communauté de communes de la Terre Plaine).
Son nom actuel de communauté de communes Avallon - Vézelay - Morvan, même s'il est utilisé très rapidement pour la désigner, est officiellement donné le 20 juin 2014.
Le 1er janvier 2017, elle est étendue aux communes de Bois-d'Arcy et Arcy-sur-Cure (issues de la communauté de communes entre Cure et Yonne) et de Merry-sur-Yonne (issue de la communauté de communes de Forterre - Val d'Yonne).

## Composition
La communauté de communes est composée des 48 communes suivantes :

| Nom                      | Code Insee | Gentilé          | Superficie (km2) | Population (dernière pop. légale) | Densité (hab./km2) |
| ------------------------ | ---------- | ---------------- | ---------------- | --------------------------------- | ------------------ |
| Avallon (siège)          | 89025      | Avallonnais      | 26,75            | 6 346 (2022)                      | 237                |
| Annay-la-Côte            | 89009      | Annéens          | 12,92            | 340 (2022)                        | 26                 |
| Annéot                   | 89011      | Annéotiens       | 6,13             | 115 (2022)                        | 19                 |
| Arcy-sur-Cure            | 89015      | Arcyats          | 26,33            | 482 (2022)                        | 18                 |
| Asnières-sous-Bois       | 89020      | Asniérois        | 17,95            | 114 (2022)                        | 6,4                |
| Asquins                  | 89021      | Asquinois        | 21,6             | 297 (2022)                        | 14                 |
| Athie                    | 89022      |                  | 4,9              | 134 (2022)                        | 27                 |
| Beauvilliers             | 89032      |                  | 6,21             | 71 (2022)                         | 11                 |
| Blannay                  | 89044      |                  | 7,26             | 100 (2022)                        | 14                 |
| Bois-d'Arcy              | 89049      |                  | 3,48             | 23 (2022)                         | 6,6                |
| Brosses                  | 89057      | Brossards        | 19,97            | 278 (2022)                        | 14                 |
| Bussières                | 89058      | Buxenois         | 11,62            | 114 (2022)                        | 9,8                |
| Chamoux                  | 89071      | Chamoutins       | 6,93             | 95 (2022)                         | 14                 |
| Chastellux-sur-Cure      | 89089      |                  | 10,55            | 131 (2022)                        | 12                 |
| Châtel-Censoir           | 89091      | Castelcensoriens | 24,62            | 565 (2022)                        | 23                 |
| Cussy-les-Forges         | 89134      | Casséens         | 13,62            | 328 (2022)                        | 24                 |
| Domecy-sur-Cure          | 89145      |                  | 20,57            | 406 (2022)                        | 20                 |
| Domecy-sur-le-Vault      | 89146      | Domecycois       | 6,21             | 85 (2022)                         | 14                 |
| Étaule                   | 89159      |                  | 8,89             | 392 (2022)                        | 44                 |
| Foissy-lès-Vézelay       | 89170      | Fusciacusiens    | 5,53             | 115 (2022)                        | 21                 |
| Fontenay-près-Vézelay    | 89176      | Fontanéens       | 15,48            | 136 (2022)                        | 8,8                |
| Girolles                 | 89188      |                  | 16,35            | 189 (2022)                        | 12                 |
| Givry                    | 89190      | Givryats         | 8,43             | 178 (2022)                        | 21                 |
| Island                   | 89203      |                  | 20,64            | 188 (2022)                        | 9,1                |
| Lichères-sur-Yonne       | 89225      | Lichérois        | 14,31            | 41 (2022)                         | 2,9                |
| Lucy-le-Bois             | 89232      | Sylviluciens     | 10,59            | 322 (2022)                        | 30                 |
| Magny                    | 89235      | Magnycois        | 30,75            | 872 (2022)                        | 28                 |
| Menades                  | 89248      |                  | 5,7              | 37 (2022)                         | 6,5                |
| Merry-sur-Yonne          | 89253      | Médériciens      | 23,66            | 189 (2022)                        | 8                  |
| Montillot                | 89266      | Montillotois     | 22,45            | 251 (2022)                        | 11                 |
| Pierre-Perthuis          | 89297      | Perthuisiens     | 7,34             | 104 (2022)                        | 14                 |
| Pontaubert               | 89306      | Pontaubertois    | 3,91             | 361 (2022)                        | 92                 |
| Provency                 | 89316      |                  | 11,88            | 249 (2022)                        | 21                 |
| Quarré-les-Tombes        | 89318      | Quarréens        | 46,05            | 621 (2022)                        | 13                 |
| Saint-Brancher           | 89336      |                  | 22,02            | 277 (2022)                        | 13                 |
| Saint-Germain-des-Champs | 89347      | Campigermanois   | 35,92            | 344 (2022)                        | 9,6                |
| Saint-Léger-Vauban       | 89349      | Léodégariens     | 33,81            | 358 (2022)                        | 11                 |
| Saint-Moré               | 89362      | Morillons        | 11,98            | 177 (2022)                        | 15                 |
| Saint-Père               | 89364      | Saint-Pérais     | 15,28            | 287 (2022)                        | 19                 |
| Sainte-Magnance          | 89351      |                  | 19,37            | 480 (2022)                        | 25                 |
| Sauvigny-le-Bois         | 89378      | Salviniens       | 15,34            | 739 (2022)                        | 48                 |
| Sermizelles              | 89392      | Sermizellois     | 7,01             | 249 (2022)                        | 36                 |
| Tharoiseau               | 89409      |                  | 3,43             | 62 (2022)                         | 18                 |
| Tharot                   | 89410      |                  | 2,35             | 111 (2022)                        | 47                 |
| Thory                    | 89415      |                  | 8,25             | 193 (2022)                        | 23                 |
| Vault-de-Lugny           | 89433      | Valuciens        | 15,2             | 269 (2022)                        | 18                 |
| Vézelay                  | 89446      | Vézeliens        | 21,83            | 464 (2022)                        | 21                 |
| Voutenay-sur-Cure        | 89485      | Voutenaysiens    | 10,04            | 209 (2022)                        | 21                 |

## Administration
Le siège de la communauté de communes est situé à Avallon.

### Conseil communautaire
L'intercommunalité est gérée par un conseil communautaire composé de 69 délégués issus de chacune des communes membres et élus pour une durée de six ans, coïncidant ainsi avec les échéances des scrutins municipaux.
Les délégués sont répartis comme suit :
| Nombre de délégués | Communes |
| ------------------ | --- |
| 21                 | Avallon |
| 2                  | Magny, Quarré-les-Tombes, Sauvigny-le-Bois |
| 1                  | Annay-la-Côte, Annéot, Asnières-sous-Bois, Asquins, Athie, Beauvilliers, Blannay, Brosses, Bussières, Chamoux, Chastellux-sur-Cure, Châtel-Censoir, Cussy-les-Forges, Domecy-sur-le-Vault, Domecy-sur-Cure, Étaule, Foissy-lès-Vézelay, Fontenay-près-Vézelay, Girolles, Givry, Island, Lichères-sur-Yonne, Lucy-le-Bois, Menades, Montillot, Pierre-Perthuis, Pontaubert, Provency, Saint-Brancher, Saint-Germain-des-Champs, Saint-Léger-Vauban, Saint-Moré, Saint-Père, Sainte-Magnance, Sermizelles, Tharoiseau, Tharot, Thory, Vault-de-Lugny, Vézelay, Voutenay-sur-Cure |

Lors des trois mois séparant la création de la communauté de communes des élections municipales de 2014, la transition est assurée par les délégués communautaires des anciennes communautés de communes.

### Présidence
Le conseil communautaire élit un président pour une durée de six ans. La présidence, pendant la période entre la création de l'intercommunalité et la désignation des nouveaux délégués communautaires, est assurée par Pascal Germain, ancien président de la communauté de communes de l'Avallonnais, qui est la plus importante des anciennes communautés de communes en nombre d'habitants. Le 14 avril 2014, les délégués communautaires lui confient cette responsabilité pour les six années suivantes.
| Période      | Période  | Identité       | Étiquette       | Qualité        |
| ------------ | -------- | -------------- | --------------- | -------------- |
| Janvier 2014 | En cours | Pascal Germain | UMP-LR puis DVC | Maire d'Annéot |

### Siège
9 rue Carnot à Avallon.

## Compétences
Les communes membres cèdent à l'intercommunalité certaines de leurs compétences,. On distingue les compétences obligatoires et les compétences optionnelles.

### Compétences obligatoires
La communauté de communes est chargée de l'aménagement de l'espace communautaire. Elle gère également le développement économique et touristique du territoire communautaire.

### Compétences optionnelles
Les communes cèdent également à l'ÉPCI la protection et la mise en valeur de l'environnement, la gestion de la voirie, la politique du logement et du cadre de vie et l'action socio-éducative.
Enfin, l'intercommunalité gère d'autres compétences, telles le financement d'une fourrière intercommunale à Avallon, l'accès aux technologies de l'information et de la communication ou encore la mise à disposition exceptionnelle de personnel communautaire aux communes.

## Autres adhésions
La communauté de communes Avallon-Vézelay-Morvan est membre fondateur du PETR du Pays Avallonnais, avec la communauté de communes du Serein.